# Agrypon illinois
Agrypon illinois är en stekelart som beskrevs av Dasch 1984. Agrypon illinois ingår i släktet Agrypon och familjen brokparasitsteklar. Inga underarter finns listade i Catalogue of Life.